# Enbata
Enbata (palabra en euskera que significa viento que precede a la galerna) es una publicación política semanal de corte nacionalista vasco editada en el País Vasco francés en euskera y francés. Además, también dio nombre a un movimiento con la misma orientación política.
Fue fundada por un grupo de jóvenes, entre ellos Ximun Haran, Jakes Abeberri, Jean Louis Davant, Mixel Labéguerie o Pierre Larzabal, publicándose su primer número en octubre de 1960. Tres años después de su fundación, en 1963, la revista se convirtió en un movimiento político, haciéndose público ese año un manifiesto, la Carta de Itxassou, con motivo del Aberri Eguna en el que se reclamaba la autodeterminación y la unidad de Euskal Herria. El objetivo a corto y medio plazo era la creación de un departamento que englobara al País Vasco francés, uniéndose a largo plazo toda Euskal Herria política, administrativa y culturalmente. 
Tras el asesinato de Carrero Blanco en España por parte de la banda terrorista ETA en 1973, el 30 de enero de 1974,  coincidiendo también con una oleada de terrorismo bretón y corso, el presidente francés Georges Pompidou declara a Enbata ilegal porque "atenta contra la integridad del territorio nacional".
En enero de 1975 la revista volvió a editarse, pero sin varios de sus colaboradores iniciales; unos se integraron en Herriko Alderdi Sozialista (HAS), mientras que otros abandonan la actividad política. En 1997 la revista fue condenada a pagar una cuantiosa multa tras la denuncia de un comisario de policía al que el semanario había acusado de recibir dinero de los policías españoles relacionados con el GAL. En 2007 alcanzó su número 2000. En lo político se puede considerar cercana a Abertzaleen Batasuna (AB); también mantiene buenas relaciones con el sindicato ELA a través de la Fundación Manu Robles-Arangiz.
Enbata es desde 2022 miembro de la Fundación Coppieters, organización de ámbito europeo con sede en Bruselas.